# Deedar (film, 1992)
Pour les articles homonymes, voir Deedar.
Deedar est un film indien réalisé par Pramod Chakravarti, sorti en 1992. 
Le film met en vedette Akshay Kumar, Karishma Kapoor, Anupam Kher et Tanuja. Parmi les autres membres de la distribution il y a Laxmikant Berde, Seema Deo, Ajit Vachhani, Anjana Mumtaz, Rajeev Varma, Dan Dhanoa, Priya Arun, Rajesh Puri et Viju Khote.
C'est le premier film que Karishma Kapoor et Akshay Kumar tournent ensemble.

## Distribution
- Akshay Kumar
- Karisma Kapoor
- Anupam Kher
- Tanuja
- Laxmikant Berde
- Seema Deo
- Ajit Vachhani
- Anjana Mumtaz
- Rajeev Varma
- Dan Dhanoa
- Priya Arun
- Rajesh Puri
- Viju Khote